# Aruna Dindane
Aruna Dindane (26 de noviembre de 1980 en Abiyán) es un exfutbolista marfileño. Jugaba como delantero y su último equipo fue el Crystal Palace Football Club de Inglaterra.

## Selección nacional
Ha sido internacional con la Selección de fútbol de Costa de Marfil, ha jugado 54 partidos internacionales y ha anotado 20 goles.

### Participaciones en Copas del Mundo
| Mundial                        | Sede      | Resultado    | Partidos | Goles |
| ------------------------------ | --------- | ------------ | -------- | ----- |
| Copa Mundial de Fútbol de 2006 | Alemania  | Primera fase | 3        | 2     |
| Copa Mundial de Fútbol de 2010 | Sudáfrica | Primera fase | 3        | 0     |

### Participaciones Internacionales
| Mundial                        | Sede   | Resultado        |
| ------------------------------ | ------ | ---------------- |
| Copa Africana de Naciones 2006 | Egipto | Subcampeón       |
| Copa Africana de Naciones 2008 | Ghana  | Cuarto lugar     |
| Copa Africana de Naciones 2010 | Angola | Cuartos de final |

## Clubes
| Club                         | País            | Año         |
| ---------------------------- | --------------- | ----------- |
| ASEC Mimosas                 | Costa de Marfil | 1999-2000   |
| RSC Anderlecht               | Bélgica         | 2000-2005   |
| RC Lens                      | Francia         | 2005-2009   |
| Portsmouth FC                | Inglaterra      | 2009 - 2010 |
| Lekhwiya SC                  | Catar           | 2010 - 2011 |
| Al-Gharafa                   | Catar           | 2011 - 2013 |
| Crystal Palace Football Club | Inglaterra      | 2013 - 2014 |

## Palmarés

### Campeonatos nacionales
| Título                              | Club           | País            | Año  |
| ----------------------------------- | -------------- | --------------- | ---- |
| Primera División de Costa de Marfil | ASEC Mimosas   | Costa de Marfil | 2000 |
| Jupiler League                      | RSC Anderlecht | Bélgica         | 2001 |
| Jupiler League                      | RSC Anderlecht | Bélgica         | 2004 |
| Ligue 2                             | RC Lens        | Francia         | 2009 |

### Distinciones individuales
| Distinción    | Año  |
| ------------- | ---- |
| Zapato de Oro | 2003 |
| Bota de Ébano | 2003 |

- Datos: Q311554
- Multimedia: Aruna Dindane / Q311554